# Piccolo mondo antico (miniserie televisiva 1983)
Piccolo mondo antico è una miniserie televisiva trasmessa dalla Rai nel 1983.
Tratto dall'omonimo romanzo di Antonio Fogazzaro, fu trasmessa in quattro puntate da Raiuno dal 4 dicembre al 25 dicembre di quell'anno per la regia di Salvatore Nocita.
Gran parte del cast era formato da attori che ruotavano intorno al Piccolo Teatro di Milano, compreso il maestro Fiorenzo Carpi, autore di musiche particolarmente ispirate.
L'attrice Alida Valli qui veste i panni della marchesa Maironi, in gioventù aveva però interpretato Luisa nel film Piccolo mondo antico diretto da Mario Soldati.
Nel 1984 viene realizzato anche Piccolo mondo moderno che segue la storia di Pietro, il figlio di Luisa e Franco e successivamente anche Il santo che completano la trilogia di Fogazzaro.